# (4311) Zguridi
(4311) Zguridi (1978 SY6) – planetoida z grupy pasa głównego asteroid okrążająca Słońce w ciągu 3 lat i 298 dni w średniej odległości 2,44 j.a. Została odkryta 26 września 1978 roku.